# カトリック奈留教会
カトリック奈留教会（カトリックなるきょうかい）は、長崎県五島市（旧奈留町）にある、キリスト教（カトリック）の聖堂。
聖堂の外観は長崎市の三ツ山教会と酷似しているが、聖堂入口の上にイエス・キリストの御像がないことで判別は容易。
旧奈留町の中心部にあり、奈留島の教会で唯一司祭が常駐している。また、当教会の主任司祭は世界遺産となっている江上教会にも巡回しミサを捧げる。

## 沿革[1]
現教会は1961年（昭和36年）に建設着工し、同年12月14日に祝別、献堂。
1973年（昭和48年）3月、葛島の島民が生活の維持が困難になったため集団で樫木山地区へ移転し、島にあった葛島教会は廃堂。信徒の全員が奈留教会の所属になった。